# István Fischer de Nagy

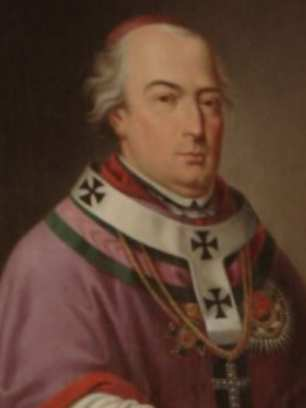
Istvan Fischer de Nagy

István Fischer de Nagy (* 21. Oktober 1754 in Bacskó, Königreich Ungarn; † 4. Juli 1822 in Eger, Ungarn) war römisch-katholischer Erzbischof von Eger.

## Leben
Baron Istvan Fischer de Nagy wurde am 11. März 1780 in Eger zum Diakon, und am 31. März 1782 ebenfalls in Eger zum Priester geweiht.
Am 23. März 1804 wurde er mit kaiserlichem Dekret Franz I. zum ersten Bischof von Satu Mare ernannt. Diese Ernennung bestätigte Papst Pius VII. am 20. August 1804. Konsekriert wurde er am 18. November 1804 durch den Erzbischof von Eger Ferenc Fuchs. Er wohnte zunächst als Gast im Schloss der Grafenfamilie Károlyi Erdödi bis seine Residenz fertiggestellt wurde. Er gründete ein Bischöfliches Lyzeum, das Priesterseminar in Satu Mare. und legte den Grundstein für die Kathedrale.
Der Kaiser ernannte ihn am 10. Juli 1807 zum Erzbischof von Eger, was von Pius VII. am 18. September des gleichen Jahres ebenfalls bestätigt wurde. 
Erzbischof Istvan Fischer de Nagy starb am 14. Juli 1822 und wurde in der Krypta der Kathedrale von Eger beigesetzt.